# Innernzell
Innernzell település Németországban, azon belül Bajorországban. Lakosainak száma 1562 fő (2023. december 31.). Innernzell Schöfweg, Zenting, Thurmansbang, Schönberg, Eppenschlag, Kirchdorf im Wald és Kirchberg im Wald községekkel határos.

## Népesség
A település népessége az elmúlt években az alábbi módon változott:
| Lakosok száma | 575  | 1551 | 1524 | 1542 | 1580 | 1580 | 1550 | 1542 | 1586 | 1562 |
|               | 1875 | 1950 | 1975 | 1987 | 2012 | 2014 | 2016 | 2017 | 2021 | 2023 |